# 무주군
무주군(茂朱郡)은 대한민국 전북특별자치도 동북부에 있는 대한민국의 군이다. 통영대전고속도로가 연결되어 있고, 충청북도, 충청남도, 경상북도, 경상남도 등 4개 도와 인접한다. 반딧불이의 대표적인 서식지로 유명하고, 청정환경을 기반으로 관광ㆍ레져형 기업도시를 지향하는 휴양도시로서, 무주덕유산리조트가 조성되어 있다. 또한 1997년 동계 유니버시아드 대회, 2017년 세계 태권도 선수권 대회의 개최지이다. 2005년 정부로부터 기업도시로 선정되어 개발이 진행되고 있다. 군청 소재지는 무주읍이고, 행정구역은 1읍 5면이다.

## 역사
무주군은 두 고을이 서로 다른 국가에 속해 있다가 하나의 행정 구역이 된 지역이다. 삼한시대(4세기 이전)에는 남북으로 뻗은 소백산맥을 사이에 두고 동편은 변진, 서편은 마한에 속해 있었다. 삼국 시대(BC 1~667), 변진의 무풍(茂豊, 현재 지명)은 신라에 속해 있어 무산현(茂山縣)이라 했으며, 마한의 주계(朱溪, 현재 무주읍)는 백제에 속해 적천현(赤川縣)이라 칭했다. 그러다 남북국 시대 이후에 종전의 무산(茂山)을 무풍(茂豊)으로, 적천(赤川)을 단천(丹川)으로 개칭한 것으로 알려졌다.
| Daedongyeojido (Gyujanggak) 16-04.jpg | Daedongyeojido (Gyujanggak) 16-03.jpg |
| Daedongyeojido (Gyujanggak) 17-04.jpg | Daedongyeojido (Gyujanggak) 17-03.jpg |

고려(918년∼1392년) 건국 이후에는 무풍의 지명은 그대로 두고 단천을 주계로 바꾸어 사용했으며, 그 후 조선 태종 14년(1414년) 전국의 행정 구역을 개편 할 때 옛 신라의 무풍과 백제의 주계를 합병했다. 무주라는 지명은 무풍과 주계가 하나의 행정구역으로 편제되면서 비로소 사용하게 된 것으로, 두 고을의 이름 첫 자가 합쳐져 탄생했다. 대한민국의 시/군/광역시의 '-주'로 끝나는 지명 중에서는 유일하게 '州'가 아닌, '朱'이다.
1914년 읍면 통폐합으로 부내면, 서면, 북면이 무주면으로, 풍동면, 풍남면이 무풍면으로, 풍서면, 횡천면, 신풍면이 설천면으로, 일안면, 이안면이 안성면으로, 상곡면, 유가면이 적상면으로 합면하였다.
구 무풍현의 면적은 133.23km2이다.
| 조선총독부령 제111호 |             |                                                |
| 구 행정구역 | 신 행정구역 | 신 행정구역                                    |
| 무주군 부내면(府內面) 유속동/당산리/상리 일부/중리 일부/하리 일부/남리 일부/(신풍면)오산리 일부, 차산리 일부/(서면)대촌, 북리/상리 일부/중리 일부/하리 일부/차산리 일부/남리 일부/(북면)후도리 일부 | 무주면      | 당산리, 대차리, 읍내리                         |
| 무주군 서면(西面) 가림동/가옥리/주동, 용포동/공정리/추동/잠두리/(부남면)하굴암리 일부/(금산군 부동면)율대리 일부 | 무주면      | 가옥리, 용포리                                 |
| 무주군 북면(北面) 내동/산의곡리/굴천리/후도리 일부/(금산군 부동면)굴천리/금동리, 율속동/(신풍면)오산리 일부/왕정리 일부 | 무주면      | 내도리, 오산리                                 |
| 무주군 신풍면(新豐面) 상장리/하장리/왕정리 일부/기곡리 일부, 기곡리 일부/길산리 일부, 지전리/길산리 일부/하엽리 일부, 진평리 일부/(풍서면)양지리 일부/상리/하리/이남리, 청량리/비례리/하엽리 일부/진평리 일부 | 무주면      | 장백리                                         |
| 무주군 신풍면(新豐面) 상장리/하장리/왕정리 일부/기곡리 일부, 기곡리 일부/길산리 일부, 지전리/길산리 일부/하엽리 일부, 진평리 일부/(풍서면)양지리 일부/상리/하리/이남리, 청량리/비례리/하엽리 일부/진평리 일부 | 설천면      | 기곡리, 길산리, 소천리, 청량리                 |
| 무주군 풍서면(豐西面) 불대리/북동, 미천리, 덕곡리/장평리 | 설천면      | 대불리, 미천리, 장덕리                         |
| 무주군 횡천면(橫川面) 상두리/하두리/와석리/벌한리/(풍서면)양지리 일부, 삼공리 일부, 심곡리/배방리/삼공리 일부, 삼거리/삼공리 일부 | 설천면      | 두길리, 삼공리, 심곡리                         |
| 무주군 횡천면(橫川面) 상두리/하두리/와석리/벌한리/(풍서면)양지리 일부, 삼공리 일부, 심곡리/배방리/삼공리 일부, 삼거리/삼공리 일부 | 무풍면      | 삼거리                                         |
| 무주군 풍동면(豐東面) 탄방리/부평리/계당리/금척리/마곡리/백학동/덕평리 일부/후영동 일부, 지산리/서동/부등리/덕평리 일부/후영동 일부, 고도리 일부/(풍남면)철목리 일부, 원촌/지동/두평리/문평리/북리/상하리/고도리 일부/(풍남면)철목리 일부 | 무풍면      | 금평리, 지성리, 철목리, 현내리                 |
| 무주군 풍남면(豐南面) 지경리/북수동/(횡천면)덕동, 한치리/속동/오산리/은사리, 증산리/석항리/사동 | 무풍면      | 덕지리, 은산리, 증산리                         |
| 무주군 상곡면(裳谷面) 괴목리/치목리/상도리/하도리/중리 일부, 북창리/초리/(부내면)자로동, 마산리/사교리 일부/(유가면)내사리 일부/하가리 일부/외사리, 포내동/중리 일부 | 적상면      | 괴목리, 북창리, 사산리, 포내리                 |
| 무주군 유가면(柳加面) 이동/하유리 일부, 길왕리/내사리 일부, 여올리/상가리/중가리/하가리 일부, 상유리/중유리/하유리 일부, 진원리/오동리/도치리 일부/(이안면)오천리 | 적상면      | 방이리, 사천리, 삼가리, 삼유리                 |
| 무주군 유가면(柳加面) 이동/하유리 일부, 길왕리/내사리 일부, 여올리/상가리/중가리/하가리 일부, 상유리/중유리/하유리 일부, 진원리/오동리/도치리 일부/(이안면)오천리 | 안성면      | 진도리                                         |
| 무주군 일안면(一安面) 내당리/외당리/장내리/봉산리/사탄리 일부/명천리 일부/(이안면)수락리 일부, 공진동/주사리/죽장리 일부/마암리 일부/(장수군 계북면)당저리 일부, 갈마동/평장리/신평리/죽장리 일부/명천리 일부/사탄리 일부/(이안면)이목리 일부 | 안성면      | 공정리, 공진리, 죽천리                         |
| 무주군 이안면(二安面) 궁대리/상두리/안기동/도촌/금평리 일부/덕곡리 일부/상산리 일부/장구리 일부/(상곡면)사교리 일부, 정천리/덕곡리 일부/수락리 일부/상산리 일부/중산리 일부, 장구리 일부/구항리 일부/상산리 일부/중산리 일부/하산리 일부/금평리 일부/(상곡면)사교리 일부/사전리/구교리, 죽전리/이목리 일부/하산리 일부/구항리 일부/중산리 일부/(유가면)도치리 일부 | 안성면      | 금평리, 덕산리, 사전리, 장기리                 |
| 무주군 부남면(富南面) 상대곡리/하대곡리/식암리/교동 일부, 대소리/유평리/도소리, 대치리/유동, 상평당리/하평당리/가정리 일부, 율소동/상굴암리/하굴암리 일부/가정리 일부, 고창동 | 부남면      | 장안리, 대소리, 대유리, 가당리, 굴암리, 고창리 |
- 1963년 5월 1일 설천면에 구천출장소(삼공리·심곡리)와 적상면에 상곡출장소(괴목리·포내리·북창리)를 설치하였다.[2]
- 1975년 2월 20일 부남면에 가정출장소(굴암리·가당리)를 설치하였다.[3]
- 1979년 5월 1일 무주군 무주면이 무주읍으로 승격하였다.[4]
- 1997년 1월 24일에서 2월 2일까지 무주군은 1997년 동계 유니버시아드를 개최하였다.
- 1998년 11월 6일 설천면 구천출장소, 적상면 상곡출장소, 부남면 가정출장소를 모두 폐지하였다.

## 지리

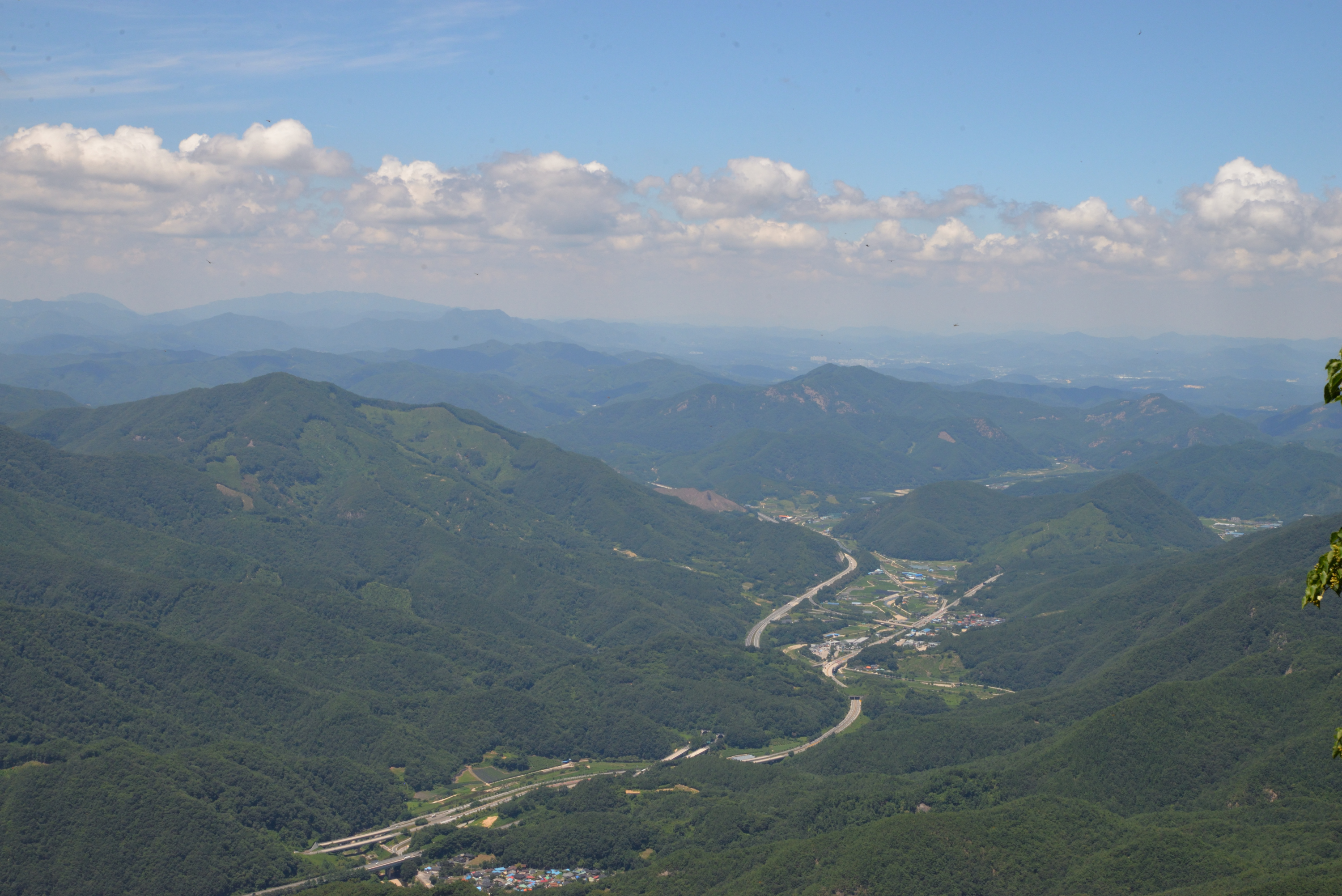
무주군 무주읍 무주 나들목, 적상산 안렴대에서 북서 방향

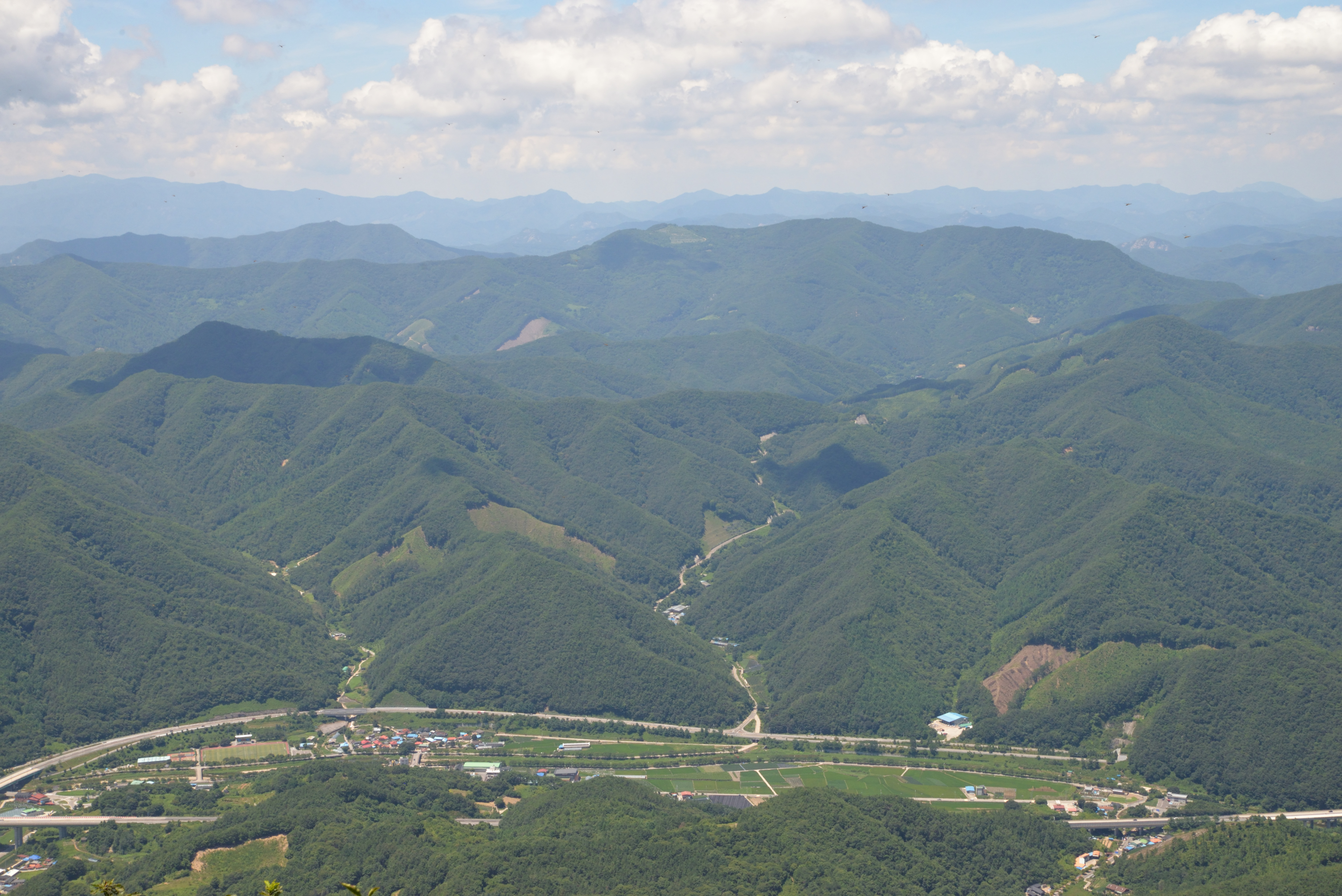
무주군 적상면, 적상산 안렴대에서 서쪽 방향

### 지형
무주군은 충청북도(영동군), 충청남도(금산군), 경상북도(김천시), 경상남도(거창군) 등 4개 도와 연접하여 있으며, 역사적으로나 지리적으로 동ㆍ서 화합과 문화교류, 교통의 중심에 입지하고 있으며, 지리적 좌표는 동경 127° 55′ ~ 127° 31′, 북위 36° 4′ ~ 35° 47′으로 대한민국 내륙지방의 중심에 있다.

### 지질
무주군은 영남 지괴/영남 육괴에 속해 고원생대와 백악기에 속하는 다양한 암석이 나타나고 있다. 백악기 화산암이 풍화침식에 의해 하상침식, 감입곡류 등의 지질이 관찰된다. 국내에서 유일한 변성기원의 구상암인 무주 오산리 구상화강편마암도 발견되고 있다. 그 외에 특이한 지질을 나타내는 곳으로 적상산 천일폭포, 금강 벼룻길, 외구천동, 용추폭포가 있다. 이들은 진안무주 국가지질공원의 지질명소로 지정되어 있다. 

### 기후
낮과 밤의 기온차가 심한 산악성 기후로 연평균 기온은 10.8℃이며, 연 최고 기온은 35℃, 최저 기온은 영하 17℃이다. 연평균 강우량은 1,251mm이며, 무주읍에는 금강의 지류인 남대천이 관통하고 있다.

## 행정 구역

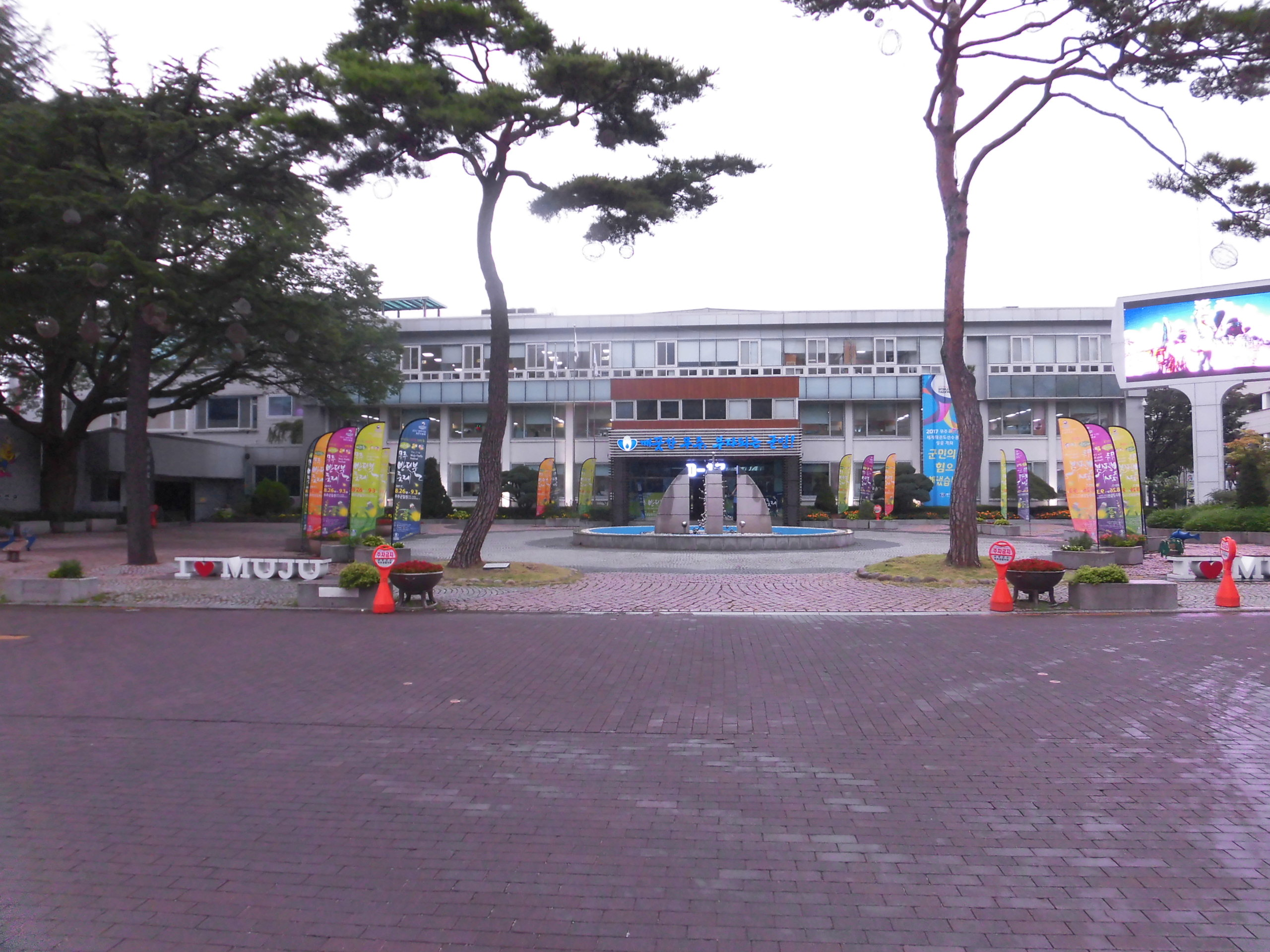
무주군청

무주군의 행정 구역은 1읍, 5면, 48 법정리와 150 행정리, 268개 자연마을로 구성되어 있다. 무주군의 면적은 631.87km2이며, 인구는 인구는 2022년 3월말을 기준으로 9,195세대, 23,080명이고 그 중 37%가 무주읍에 거주한다. 과거에는 77,708명의 인구를 보인 적도 있었다.
| 읍면   | 한자   | 세대  | 인구   | 면적   |
| ------ | ------ | ----- | ------ | ------ |
| 무주읍 | 茂朱邑 | 4,589 | 9,448  | 79.40  |
| 무풍면 | 茂豊面 | 1,287 | 2,187  | 91.20  |
| 설천면 | 雪川面 | 2,229 | 3,944  | 158.22 |
| 적상면 | 赤裳面 | 1,526 | 2,578  | 135.82 |
| 안성면 | 安城面 | 2,392 | 4,196  | 97.27  |
| 부남면 | 富南面 | 838   | 1,393  | 69.96  |
| 무주군 | 茂朱郡 | 9,195 | 23,080 | 631.87 |

| 연도   | 총인구   |  |
| ------ | -------- |  |
| 1966년 | 76,061명 |  |
| 1969년 | 74,242명 |  |
| 1972년 | 72,127명 |  |
| 1975년 | 71,397명 |  |
| 1978년 | 65,242명 |  |
| 1981년 | 56,553명 |  |
| 1984년 | 50,794명 |  |
| 1987년 | 45,220명 |  |
| 1990년 | 39,117명 |  |
| 1993년 | 35,149명 |  |
| 1996년 | 32,241명 |  |
| 1999년 | 30,700명 |  |
| 2002년 | 30,116명 |  |
| 2005년 | 26,152명 |  |
| 2008년 | 25,690명 |  |
| 2011년 | 25,472명 |  |
| 2014년 | 25,403명 |  |
| 2015년 | 25,320명 |  |
| 2016년 | 25,191명 |  |
| 2017년 | 24,921명 |  |
| 2018년 | 24,759명 |  |
| 2019년 | 24,558명 |  |
| 2020년 | 24,271명 |  |
| 2021년 | 24,046명 |  |

## 경제
전라북도의 산업구조는 서비스업과 기타 산업이 절반정도를 차지하고, 광업 및 제조업, 농‧임업, 어업, 건설업, 전기업, 가스업 순으로 이루어져 있다. 무주군은 1차 산업이 52%, 2차 산업이 2%, 3차 산업이 46%를 차지하고 있다. 그러나 현재 추진 중인 태권도공원과 관광레저형 기업도시가 조성되고 다논사의 무주 현지공장이 가동되면 산업 구조에도 큰 변화가 따를 것으로 예상되고 있다.

## 문화·관광

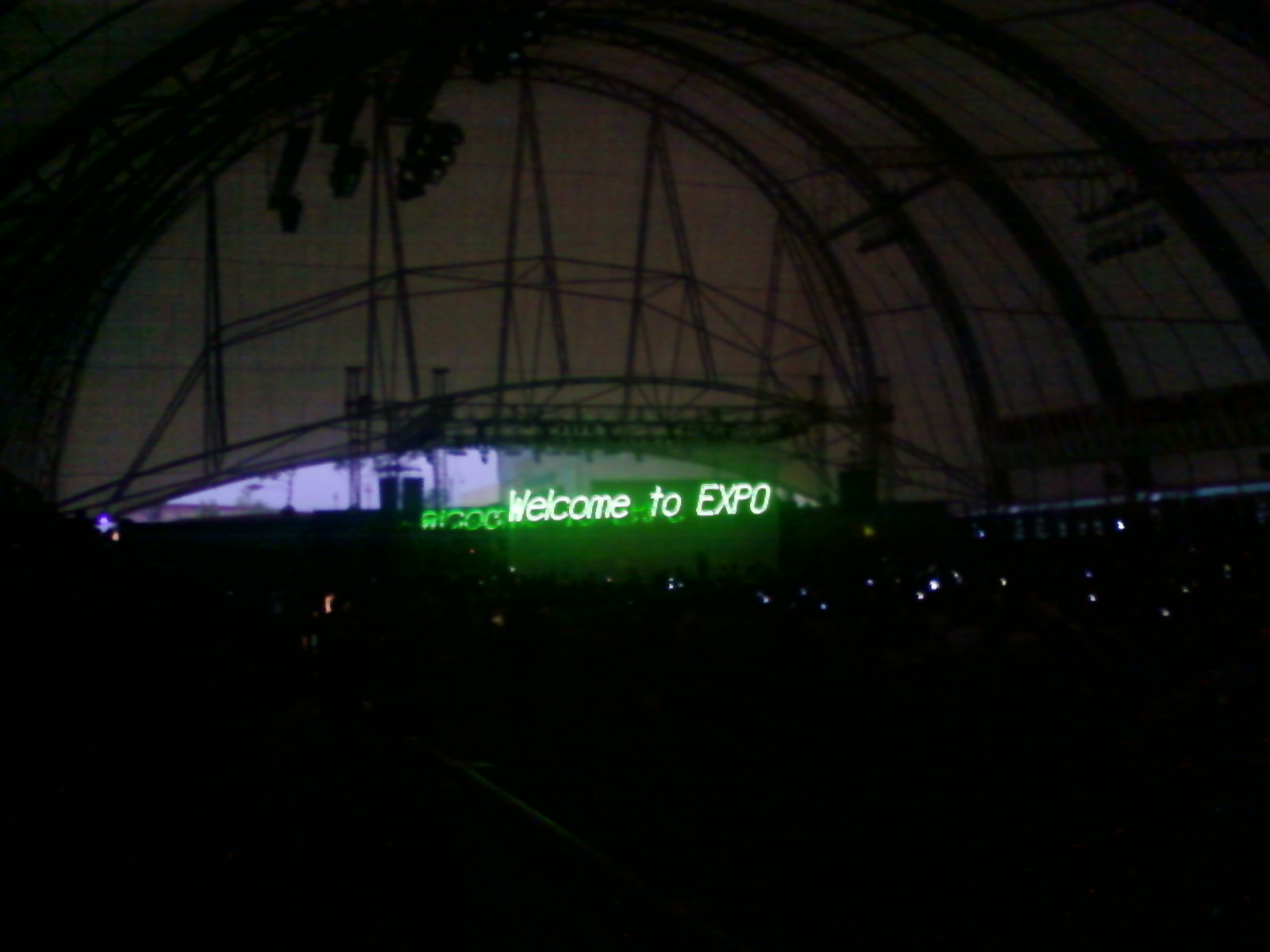
제4회 세계태권도문화엑스포 개막 행사 진행 모습

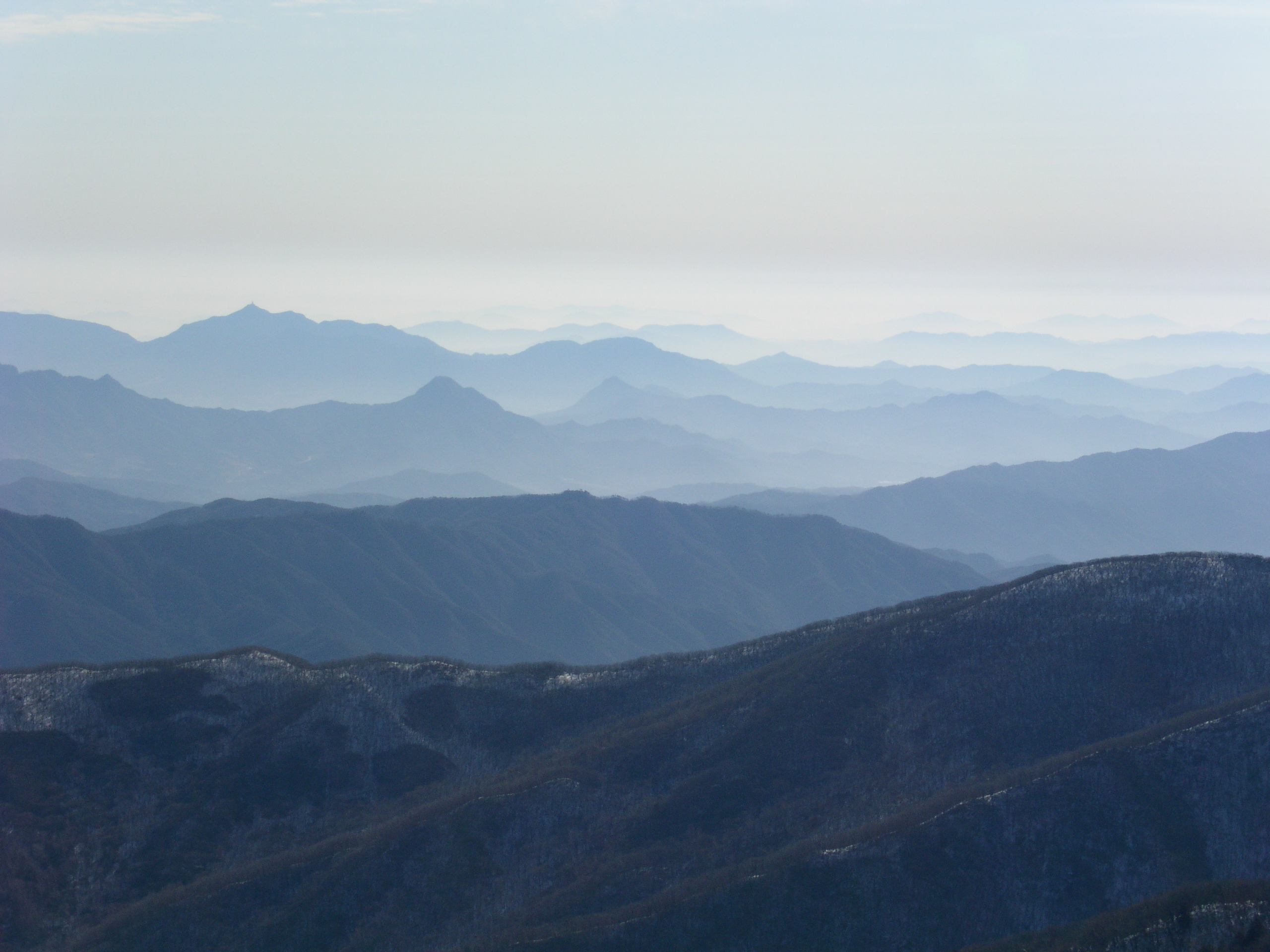
덕유산국립공원

- 태권도원[7]

태권도원은 2009년 9월 4일 태권도의 날 착공돼 2014년 완공되었다. 2,314,049m2 규모의 공원에는 태권도 경기장, 전시관, 체험관, 숙박시설 등이 들어섰다. 현재 무주군 설천면 태권도원 조성지에는 전망대가 마련돼 있다.
- 반디랜드 곤충박물관

무주군 설천면 청량리 반딧불이 서식지 주변에 마련된 반디랜드에는 곤충박물관과 자연학교, 청소년야영장과 자연휴양림이 조성되어 있다. 곤충박물관 입구에는 고생대에서 신생대까지의 대표화석을 복원했으며, 곤충관 내부에는 반딧불이를 비롯해 2천 여 종 13,500마리의 전 세계 희귀곤충 표본, 그리고 식물관에는 150여 종의 열대식물이 전시돼 있다. 또한 대한민국 최대 규모로 곤충 표본 뿐만 아니라 돔 스크린 등 입체영화시설과 반딧불이 생태복원지, 곤충나무, 그리고 자연사적 접근 공간 등을 두루 갖추고 있다.
- 반디별 천문과학관

반디별 천문과학관은 반디랜드 내에 있으며, 건축 연면적 752.47m2에 지상 3층 규모로 전시실과 영상실, 관측실 등을 갖추고 있다. 또한 305mm 리치-크레티앙 망원경을 비롯한 13대의 소구경 망원경이 갖춰져 있으며, 대한민국 최초로 인공위성 추적.감시 기능을 가진 800mm 망원경이 설치돼 태양을 비롯한 행성과 성운, 성단을 비롯한 천체들과 인공위성들의 관측도 가능하다.
- 덕유산 국립공원

덕유산은 해발 1,614m의 향적봉을 주산으로 삼고 무풍의 삼봉산에서 시작해 남덕유에 이르는 덕유영봉은 40km의 대간을 이루고 영·호남을 가른다. 향적봉 정상에서 발원한 강물이 흘러내리며 구천동 33경을 만들고 북사면의 무주리조트, 서남쪽의 칠연계곡으로 흐른다.
- 무주덕유산리조트(옛이름 무주리조트)[8]

무주리조트는 덕유산 국립공원 내 7,019,560m2 (212만 3천여평)의 부지 위에 있는 산악형 리조트이다. 건물 하나 하나와 거리 등 모든 시설이 오스트리아풍으로 이루어져 있으며, 특히 오스트리아풍의 호텔 티롤이 유명하다. 내부에는 스키장과 골프장이 있다. 1997년 동계 유니버시아드 대회를 개최하였다.
- 적상산

적상산은 가을 단풍이 물들면 마치 여인의 붉은 치마와 같다하여 ‘赤裳山’이라 지어졌다. 해발 1,034m인 적상산은 정상 분지에 양수발전을 위한 산정호수와 적상산성(전라북도 기념물 제88호), 안국사 등의 문화유적이 있다.
- 반딧불 청소년야영장
- 적상산사고지
- 송대폭포
- 용추폭포
- 천일폭포
- 칠연계곡
- 칠연폭포

### 축제
- 무주반딧불축제

무주반딧불축제는 천연기념물 제322호 반딧불이를 테마로 개최하고 있는 축제로 매년 6월에 개최된다. 반딧불이는 깨끗한 환경에서만 서식하는 환경지표 곤충으로 무주군은 반딧불이를 축제와 연계시켜 날로 심각해져가는 환경오염 문제에 대한 경각심을 고취시키고 있다. ‘97년도부터 개최되기 시작한 무주반딧불축제는 11회 연속 대한민국 우수축제로 선정된 바 있다.
- 무주 산골영화제[9]

### 천연기념물
- 무주 일원의 반딧불이와 그 먹이 서식지 (천연기념물 제322호)
- 무주 구상화강편마암 (천연기념물 제249호)
- 무주 설천면의 반송 (천연기념물 제291호)

## 교통

### 육운
대전광역시에서 경상남도 통영시를 잇는 통영대전고속도로와 국도 19, 30, 37호선이 무주군을 통과한다. 무진장여객에서 농어촌버스를 운행하고 있다. 각 시청 소재지를 기준으로 할 때, 인천국제공항으로부터 3시간, 서울특별시에서 2시간 30분, 대전광역시에서 1시간, 대구광역시에서 1시간, 전주시에서 1시간, 광주광역시에서 2시간 10분, 부산광역시에서 3시간이 소요된다.

### 주요도로
- 라제통문로
- 구천동로
- 무주로
- 장무로

### 철도
일제강점기에 대삼선이 무주군을 통과할 계획이었으나 종전과 함께 공사가 중단되었다. 무주군을 직접 통과하는 철도는 개설되어 있지 않으나, 새만금에서 무주를 지나 김천시을 잇는 철도가 계획되고 있다.

### 항공
무주는 인천국제공항에서 3시간, 대구국제공항에서 2시간, 광주공항에서 2시간 30분 거리에 있다.

## 교육 기관
- 고등학교

|  | - 무주고등학교 - 무풍고등학교 | - 설천고등학교 - 안성고등학교 | - 푸른꿈고등학교 |

- 중학교

|  | - 무주중학교 - 무풍중학교 | - 부남중학교 - 설천중학교 | - 안성중학교 - 적상중학교 |

- 초등학교

|  | - 괴목초등학교 - 구천초등학교 - 무주중앙초등학교 - 무주초등학교 | - 무풍초등학교 - 부남초등학교 - 부당초등학교 - 설천초등학교 | - 안성초등학교 - 적상초등학교 |

## 수상
- 2009년 도시대상 국토해양부 장관상

## 자매 도시
- 대한민국 충청남도 금산군
- 대한민국 전북특별자치도 장수군
- 대한민국 대전광역시 서구
- 대한민국 부산광역시 기장군
- 독일 프랑크푸르트암마인

## 같이 보기
- 무진장 (지역)
- 진안군
- 장수군